# Associação dos Advogados de Macau
A Associação dos Advogados de Macau (AAM) é o órgão superior de regulamentação e disciplina do exercício da advocacia na Região Administrativa Especial de Macau da República Popular da China.
A AAM tem a natureza de associação pública. O seu actual Presidente da Direcção é o Dr. Jorge Neto Valente que também foi presidente da União dos Advogados de Língua Portuguesa.